# Eusexua (singolo)
Eusexua è un singolo della cantautrice britannica FKA twigs, pubblicato il 13 settembre 2024 come primo estratto dal terzo album in studio omonimo.

## Descrizione
Il brano è stato prodotto dalla stessa interprete assieme a Koreless ed Eartheater.
Musicalmente esso è composto con un tempo allegro di 143 battiti per minuto e in tonalità di La maggiore.

## Video musicale
Il video è stato diretto da Jordan Hemingway e F.R.David.

## Tracce
Download digitale, streaming
1. Eusexua – 4:23

Download digitale, streaming – Anyma Remix
1. Eusexua (Anyma Remix) – 3:18
2. Eusexua – 4:23